# Мельница братьев Скобелевых
Мельница братьев Скобелевых (азерб. Skobelev qardaşlarının dəyirmanı) — мельница, построенная в Баку представителями молоканской общины, братьями Сергеем и Иваном Скобелевыми. Некоторые источники утверждают, что мельница была построена совместно с Гаджи Зейналабдином Тагиевым. Постановлением Кабинета министров Азербайджанской Республики от 2 августа 2001 года № 132 здание включено в список недвижимых памятников истории и культуры местного значения.

## Братья Скобелевы
Начиная с 1820 года, молокане из-за своего вероисповедания ссылались на Южный Кавказ, Крым, Сибирь и другие территории. Переселённые и в ряд регионов восточного Закавказья молокане в основном занимались сельским хозяйством. Братья Скобелевы до переезда в Баку в 1860 году занимались земледелием в селе Мараза Шемахинского уезда Бакинской губернии. Приехав в Баку, они стали членами второй молоканской общины. В 1872 году братья Скобелевы основали мельницу с двумя паровыми машинами.

## История
В 1902 году братья Скобелевы решили построить в Баку новую мельницу, однако встретили серьёзное сопротивление со стороны Александра Новикова, который в 1902—1904 возглавлял Бакинскую городскую думу. Новиков особо напирал на то обстоятельство, что Скобелевы собираются строить «мельницу в части города, которая, не пройдёт и десяти лет, будет лучшею в городе. Мельница — здание безобразное, шумом, а иногда и копотью причиняет соседям беспокойство. Таким учреждениям место на окраине». Но Скобелевы, перетянув на свою сторону членов городской Думы, всё же получили разрешение на строительство. В 1904 году мельница стала работать с количеством рабочих в 100 человек. За короткое время мельнице удаётся занять важное место в экономической системе региона. Среднегодовой объём производства этой мельницы в 1910 году превышал 3 млн рублей, что сделало её крупнейшей в империи.
Толщина стен здания составляет 1 метр. Оно построено из распространенного на Абшеронском полуострове известкового камня. Внешний вид здания выполнен в стиле неоклассицизма, обогащён арочными окнами, выполняющими как декоративную, так и укрепляющую функцию. Здание имеет традиционную L-образную структуру, типичную для бакинских построек, чтобы защитить его от сильных ветров, дующих в Баку в любое время года.
Мельница успешно продолжала работу и в годы Советской власти. В 1987 году она приостановила свою деятельность и была передана на баланс Союза художников
Азербайджана. В 1996 году заброшенное и пустующее здание было куплено предпринимателем. После ремонта, в ходе которого были снесены пристройки во дворе здания, а интерьер обновлён, оно превратилось в бизнес-центр. Позже во дворе здания было построено круглое в плане здание (ротонда), а вокруг создана зона зеленых насаждений. По истечении лет к комплексу здания, получившему название Landmark, были добавлены новые постройки офисного и гостиничного типа. В 2002 году строится 9-этажное, а в 2010-м — 22-этажное здание. В зданиях комплекса расположены различные рестораны, отели, конференц-залы, офисы ряда зарубежных и местных организаций, посольства некоторых стран.

## Фотографии

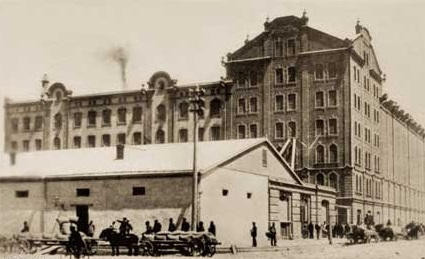
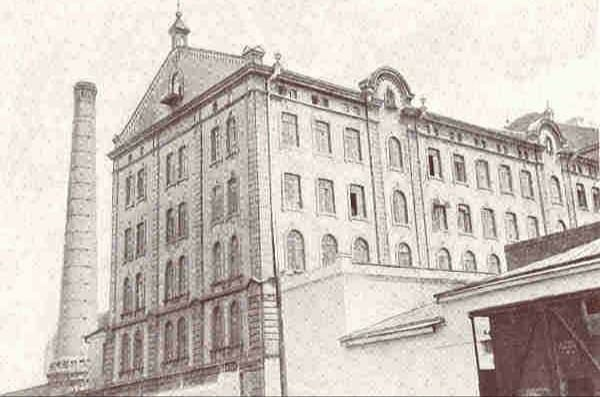
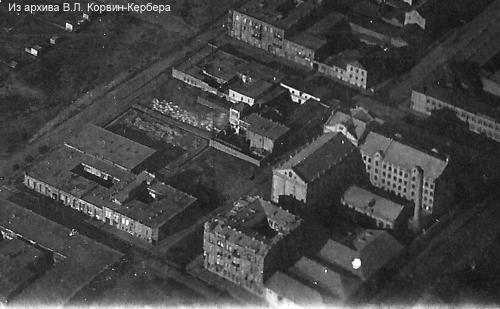
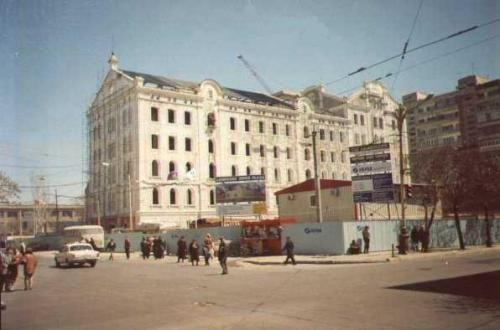
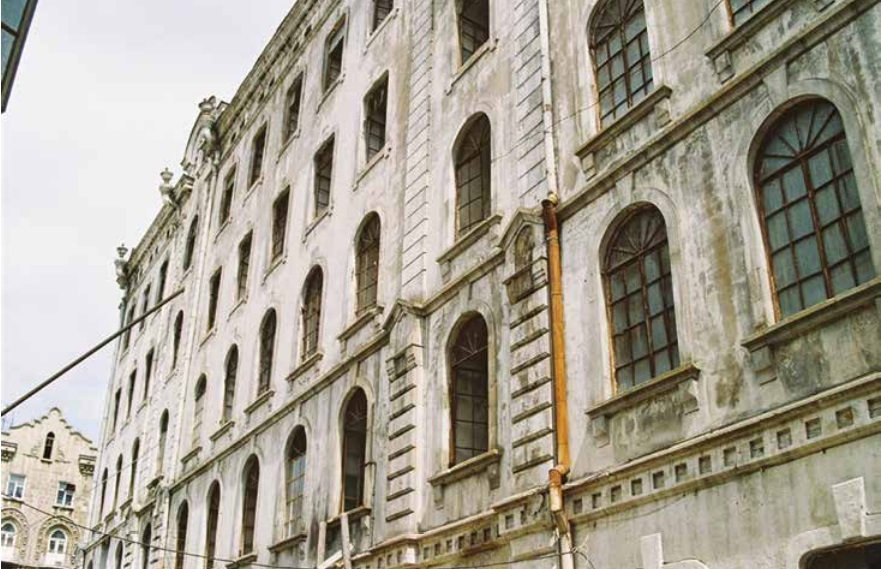
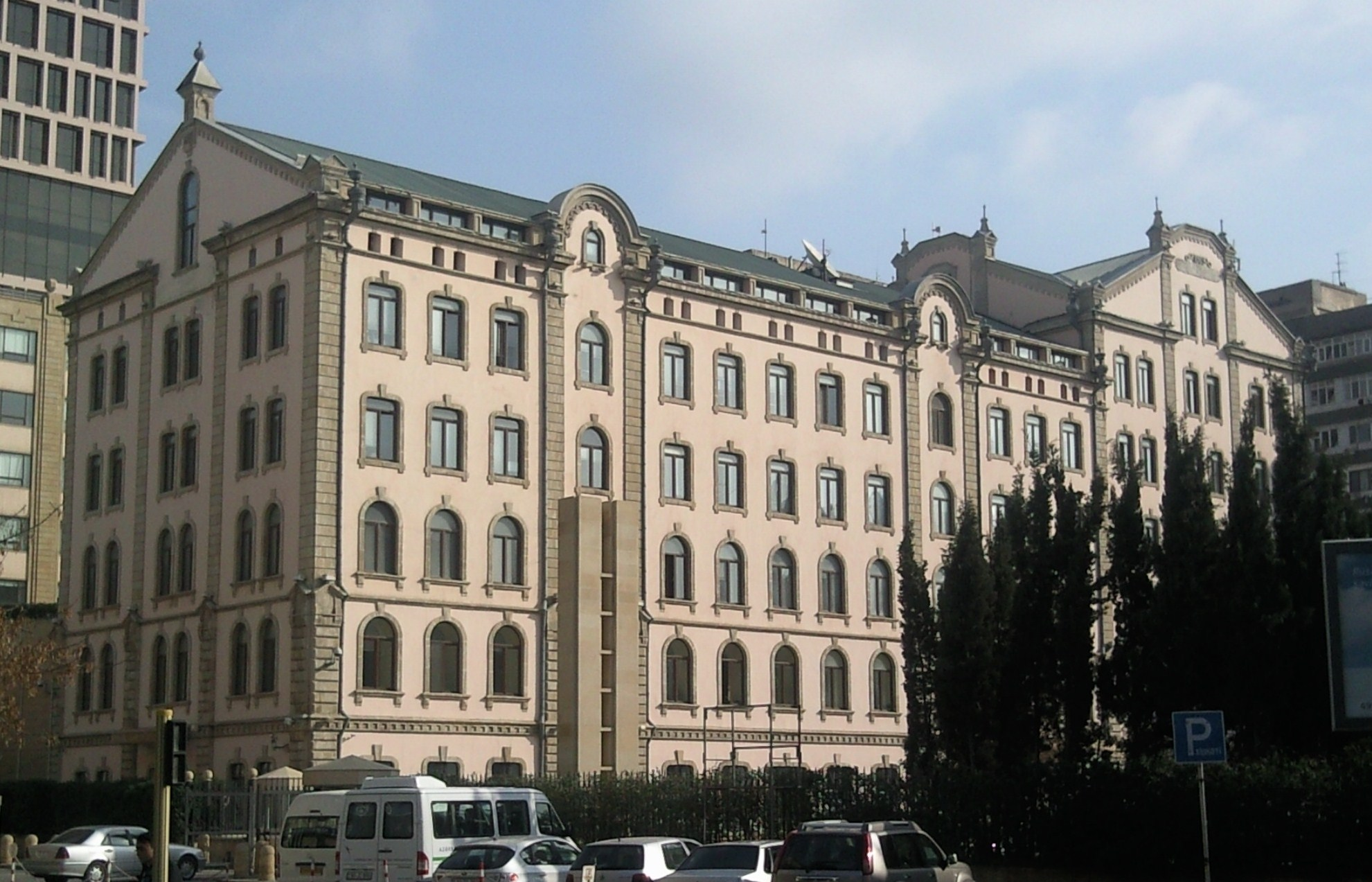
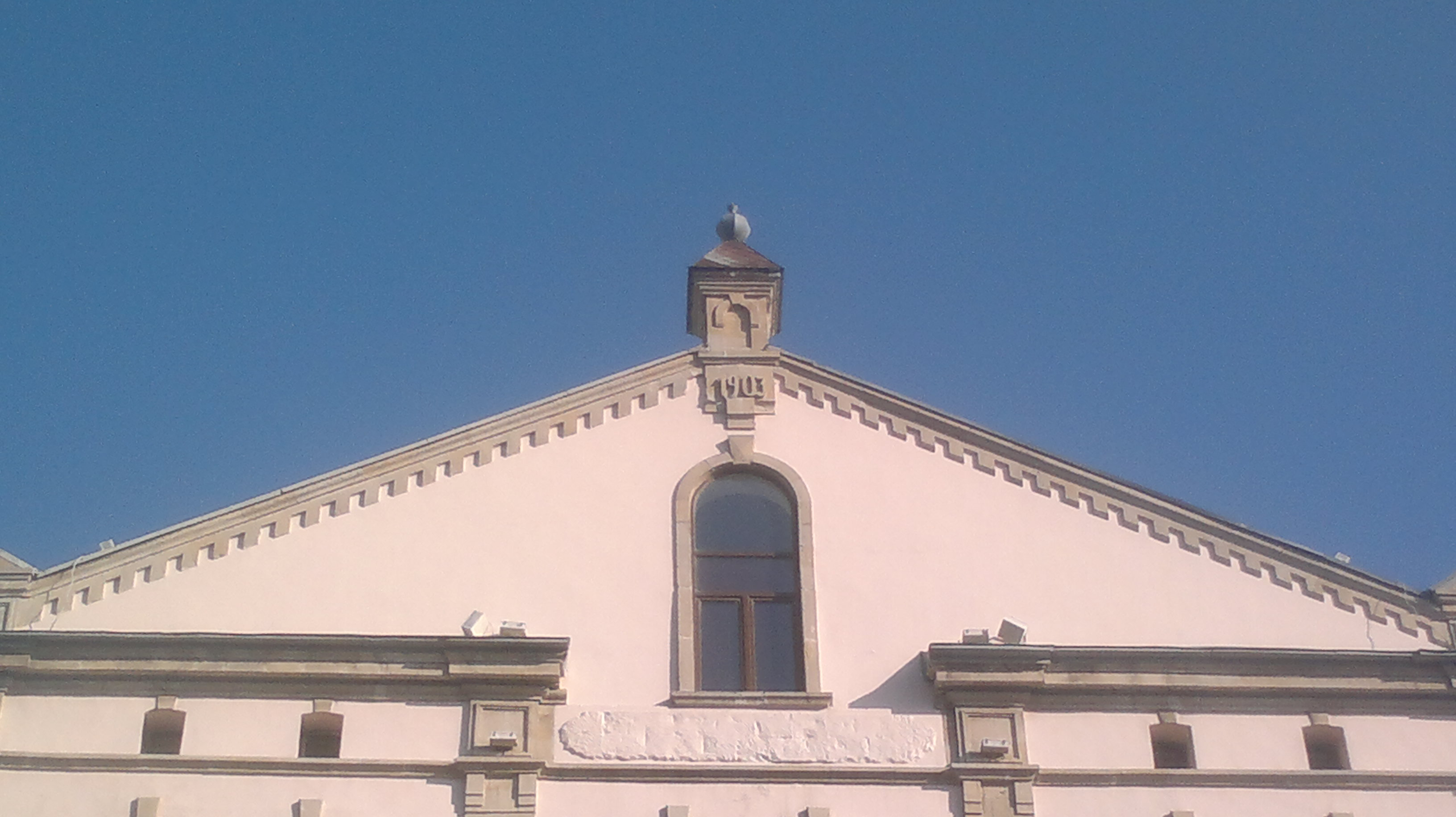
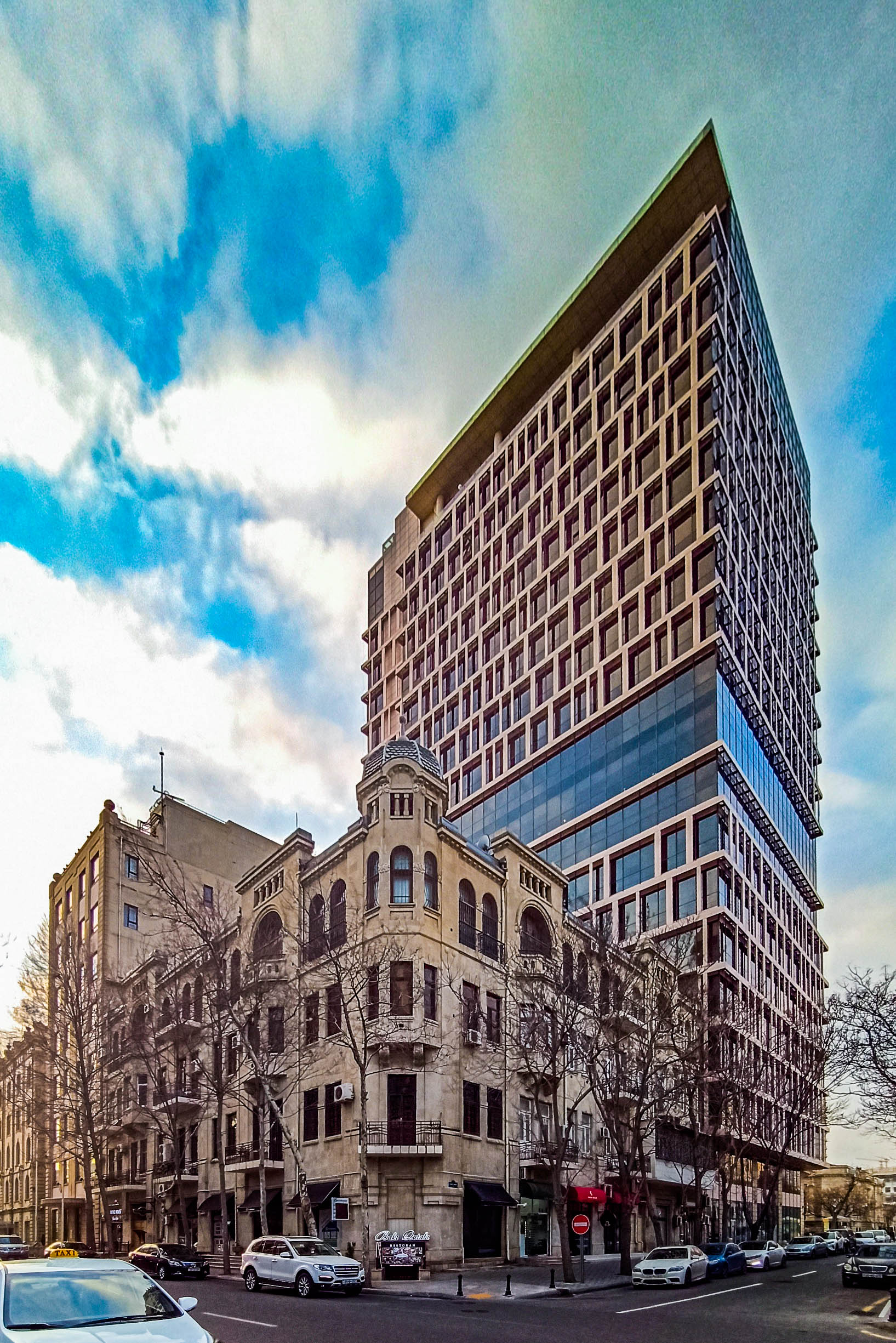